# Não-Me-Toque
Não-Me-Toque är en kommun i Brasilien.   Den ligger i delstaten Rio Grande do Sul, i den södra delen av landet, 1 500 km söder om huvudstaden Brasília. Antalet invånare är 15 938. Arean är 362 kvadratkilometer.
Terrängen i Não-Me-Toque är platt.
Följande samhällen finns i Não-Me-Toque:
- Não Me Toque

Trakten runt Não-Me-Toque består till största delen av jordbruksmark. Runt Não-Me-Toque är det glesbefolkat, med 20 invånare per kvadratkilometer.